# 長木一記
長木 一記（ちょうき かずき、1974年7月5日 - ）。東京造形大学卒。日本のゲームクリエーター。元株式会社ジー・モード所属のプロデューサー。同社で50タイトル以上のゲーム開発に関わる。2007年以後は、ケータイ少女がアニメ化、実写ドラマ化され、映像作品の企画・監修・プロデュースも行う。

## 人物
オリジナル携帯電話ゲームを数多く配信していたジー・モード元所属のゲームクリエーター。
建築家の父を持ち、大学では建築デザインを専攻していたが、アニメーションや映像を好んで学ぶ。
日本テレネットのゲーム背景のデザイナーとしてゲーム業界に入る。
コンシューマゲームのデザイナー経験後、ジー・モード創成期から入社。その後プロデューサーとなる。本人のプロデュース作品では、企画以外にもイラスト・アートディレクション・シナリオ制作などマルチな才能を発揮している。
2007年からは携帯電話ゲーム制作以外にも、ラジオパーソナリティ、実写ドラマ・ライトノベル・コミックの監修などのゲーム以外の活動や、PCゲーム、アニメーションなどのプロデュースも行う。この後、ゲームのクレジットで名前を見ることが少なくなったが、2008年12月に配信されたケータイ少女～恋＋姫～より、ゲーム制作に戻り始めているようである。
インターネットラジオ音泉の番組「ケータイ少女～ラジオスピリッツ～」内で、トーク技術を1年近くの間、声優の寺田はるひに鍛えられたことで、イベント司会なども始めている。本人は「萌え」が苦手だったようであるが、「ケータイ少女」のメディアミックス化により、今ではその片鱗を見せないくらい精通している。
携帯ゲームアプリとして、携帯の文字打ちをしてコミュニケーションを行う「にゃんころシリーズ」、ゲーム中のアイテムに携帯待ち受け画面を配置した「mystiaシリーズ」、ボーダフォン(現ソフトバンクモバイル)の端末にあるモーションコントロールセンサーを使った「ケータイ少女」など、携帯電話の機能を使った作品を数多くプロデュースしている。

## 携帯電話ゲーム　プロデュース作品
- ケータイ少女シリーズ
  - ケータイ少女(2005)（ジャンル：恋愛シミュレーション）
  - テトリス BLUE ケータイ少女(2006)（ジャンル：アクションパズル）
  - ケータイ少女～綾乃スピリッツ～(2006)（ジャンル：恋愛シミュレーション）
  - ケータイ少女Cafe(2007)（ジャンル：経営シミュレーション）
  - ケータイ少女～麻雀スピリッツ～(2007)（ジャンル：着衣麻雀）
  - ケータイ少女～恋＋姫～恋に落ちたシンデレラ姫(2008)（ジャンル：アドベンチャー）
  - ケータイ少女　ビキニと蚊注射(2009)（ジャンル：アクション）
  - ケータイ少女　恋とマシンガン(2010)（ジャンル：シューティング）
- mystiaシリーズ
  - mystiaハイクオリティ版(2004)（ジャンル：RPG）
  - mystia2(2004)（ジャンル：RPG）
  - mystia2完全版(2005)（ジャンル：RPG）
  - mystia3(2006)（ジャンル：RPG）
- にゃんころシリーズ
  - にゃんころ～ふしぎな友だち～(2003)（ジャンル：？）
  - にゃんころソリティア(2003)（ジャンル：カード）
  - にゃんころ～不思議な生活～(2005)（ジャンル：シミュレーション）
  - にゃんころソリティア10個入り(2005)（ジャンル：カード）
  - にゃんころ～不思議なふぃっしんぐ～(2006)（ジャンル：釣り）
  - にゃんころ～不思議な農村～(2007)（ジャンル：シミュレーション）
  - にゃんころ～不思議な宇宙生活～(2009)（ジャンル：シミュレーション）
- イワタナオミ原作シリーズ
  - グレゴリーホラーショー(2004)（ジャンル：アドベンチャー）
  - ミッドナイトホラースクール(2004)（ジャンル：アドベンチャー）
- 愛とシリーズ？
  - 愛と労働の日々(2005)（ジャンル：人生シミュレーション）
  - 愛とご馳走の旅路(2007)（ジャンル：人生シミュレーション）
- ピエールと海賊の砦シリーズ
  - ピエールと海賊の砦 剣の章(2005)（ジャンル：アクションRPG）
  - ピエールと海賊の砦 魔法の章(2005)（ジャンル：アクションRPG）
- 動物連鎖シリーズ
  - 動物連鎖(2003)（ジャンル：アクションパズル）
  - 動物連鎖VS(2005)（ジャンル：アクションパズル）
- 天使のソリティアシリーズ
  - 天使のソリティアDX(2007)（ジャンル：カード）
  - 天使のソリティアクロンダイク(2009)（ジャンル：カード）
  - 天使のソリティアタワーオフ(2009)（ジャンル：カード）
- 脱出ゲームシリーズ
  - 脱出ゲームRooooMワガママ女子高生編（前編）(2009)（ジャンル：アドベンチャー）
  - 脱出ゲームRooooMワガママ女子高生編（後編）(2009)（ジャンル：アドベンチャー）
- 野球パラダイス(2004)（ジャンル：スポーツ）
- ルビィと女神の剣(2004)（ジャンル：アクションRPG）
- アルティナイト(2007)（ジャンル：アクションRPG）

※作品はジー・モード公式HPの情報、携帯アプリのスタッフロール、BEWEより参照。

## 関連作品
- アニメ：ケータイ少女　監修、企画、プロデュース
- ライトノベル：ケータイ少女～トライアングルスピリッツ～　監修（小学館ガガガ文庫より）
- 実写ドラマ：ケータイ少女～恋の課外授業～　原作監修
- インターネットラジオ：ケータイ少女～ラジオスピリッツ～　パーソナリティ（音泉）
- インターネットラジオ：ケータイ少女～声の課外授業～　プロデュース？（音泉）
- ゲーム（PS）：テイルズ オブ エターニア　グラフィック
- ゲーム（PC）：ケータイ少女PC　エグゼクティブプロデュース
- ゲーム（携帯）：勇者死す。　アソシエイトプロデュース
- ゲーム（携帯）：ビーチバレーガールしずく3　スーパーバイザー

## 関連クリエーター・キャスト
- 日高殖充-ラジオディレクター：「ケータイ少女ラジオスピリッツ」のディレクター
- 涼風涼-小説家・シナリオライター：「ケータイ少女」のライトノベル著者
- 渡辺とおる-漫画家・イラストレーター：「ケータイ少女」のコミック著者
- やまけん-ラジオパーソナリティ・脚本家：「ケータイ少女」のアニメプロット担当
- 渡辺真由美-アニメーター・イラストレーター：「ケータイ少女」のアニメ作画監督、キャラクターデザイン
- 寺田はるひ-声優：「ケータイ少女」の出演者、「ケータイ少女ラジオスピリッツ」のパーソナリティ
- しほの涼-女優・グラビアアイドル：ドラマ「ケータイ少女」の出演者、「ケータイ少女～声の課外授業～」のパーソナリティ
- 大久保薫-作曲家・作詞家：「ケータイ少女」のゲーム主題歌「white wish」のやアニメ主題歌「恋速ジェット」の作曲・編曲者
- 桝田省治-ゲームデザイナー・作家：「勇者死す。」のシナリオ・ゲームデザインなど行う企画者
- 伊藤賢治-作曲家：「勇者死す。」の音楽を担当。
- 河上京子-ゲームプロデューサー：ジー・モード所属のプロデューサー
- 宮路武-実業家・ゲームプロデューサー・プログラマー：ジー・モードの代表取締役社長
- 遠藤雅伸-ゲームデザイナー：モバイル＆ゲームスタジオ会長
- 大味健一郎-ゲームデザイナー：「いづみ事件ファイル」シリーズの原作者